# Agallis
Agallis é um género botânico pertencente à família.

## Espécies
Apresenta uma única espécie:
- Agallis montana Phil.